# نادي مضر
نادي مضر السعودي هو أحد أندية الدرجة الثانية بالمنطقة الشرقية في محافظة القطيف في قرية القديح , تأسس عام 1388 هـ .

## تشكيلة فريق كرة القدم
ملاحظة: تشير الأعلام إلى المنتخب الوطني على النحو المحدد في قواعد الأهلية للفيفا. قد يحمل اللاعبون أكثر من جنسية واحدة غير تابعة للفيفا.
| الرقم | البلد    | المركز | اللاعب                                    |
| ----- | -------- | ------ | ----------------------------------------- |
| 2     | السعودية | مدافع  | ناصر عسيري                                |
| 5     | السعودية | وسط    | محمد الحليلي                              |
| 6     | السعودية | مدافع  | حسن العاشور                               |
| 7     | السعودية | وسط    | عبد المحسن الدوسري (معار من نادي الاتفاق) |
| 9     | السعودية | مهاجم  | عيسى الذكرالله                            |
| 10    | تونس     | وسط    | أشرف بن ضياف                              |
| 11    | السعودية | مدافع  | عبد الله الحمدان                          |
| 13    | السعودية | مدافع  | مجتبى آل علي                              |
| 14    | السعودية | وسط    | أكرم هوسه                                 |
| 17    | السعودية | مهاجم  | حيدر أبو شاهين                            |
| 18    | تونس     | وسط    | حسين المسعدي                              |
| 19    | السعودية | مدافع  | بدر العنزي                                |
| 22    | السعودية | وسط    | نايف لطيفة                                |

| الرقم | البلد      | المركز | اللاعب                            |
| ----- | ---------- | ------ | --------------------------------- |
| 23    | السعودية   | مهاجم  | علي آل عيد                        |
| 24    | السعودية   | وسط    | محمد الدخلان                      |
| 25    | تونس       | مدافع  | فارس المسكيني                     |
| 32    | السعودية   | مدافع  | إبراهيم الجريسان                  |
| 33    | السعودية   | حارس   | راشد المطرد                       |
| 40    | السعودية   | حارس   | سطام السبيعي (معار من نادي الفتح) |
| 45    | ساحل العاج | مهاجم  | أوسكار تاهي                       |
| 50    | السعودية   | حارس   | أسامة جحاف                        |
| 55    | السعودية   | مدافع  | عبد الوهاب الزهراني               |
| 66    | السعودية   | مدافع  | عبد الله الدوسري                  |
| 70    | السعودية   | وسط    | نواف شراحيلي                      |
| 96    | السعودية   | وسط    | مجتبى العماني                     |

## كرة اليد
يعتبر فريق مضر لكرة اليد من أفضل الفرق السعودية و شارك في عدة بطولات آسيوية